# Fiat 1500 (1935)
Fiat 1500 — автомобіль, що випускався компанією Fiat з 1935 по 1950 рік.
Вперше опублікований на Міланському автосалоні в 1935 році. Це одна з перших машин, випробуваних в аеродинамічній трубі, для Chrysler Airflow, виданої компанією Chrysler. Конструктором автомобіля на той час був конструктор Данте Джакоза. Результатом став автомобіль з низьким аеродинамічним явищем та легким захистом. І на відміну від Chrysler Airflow, який не користувався успіхом, 
Fiat 1500 показав, що такі аеродинамічні автомобілі будуть непогано продаватись.

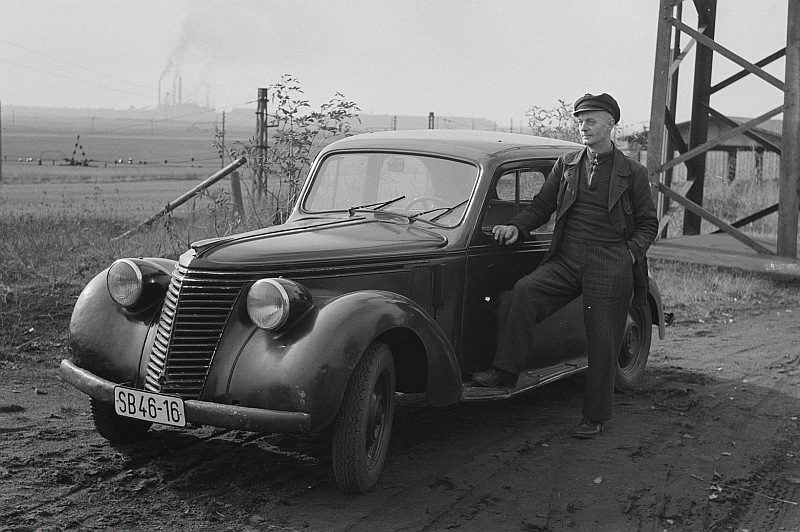
Fiat 1500C або D

Друга модель, 1500B, з чудовими гальмами була випущена в 1939 році, а на першу модель наступного разу встановили модель 1500C з новою передньою частиною.
У 1949 році з'явилась модель 1500E. Це добре видно, і запасне колесо, яке рашіше розміщалось зовні, тепер було сховане всередину кузова.
Всього виготовлено 43.964 автомобілів.

## Двигуни
- 1,493 см3 I6 45/47 к.с.